# معبد بن وهب
معبد بن وهب صحابي من بني عبد القيس، يقال شهد غزوة بدر بسيفين، ولم يذكره ابن إسحاق فيمن شهد الغزوة من المسلمين. وهو زوج هريرة بنت زمعة أخت أم المؤمنين سودة بنت زمعة.